# 5. Regionalarmee
Die 5. Regionalarmee (jap. 第5方面軍, Dai-go hōmengun) war von 1944 bis 1945 eine der Regionalarmeen des Kaiserlich Japanischen Heeres. Ihr Tsūshōgō-Code (militärischer Tarnname) war Erreichen (達, Tatsu).

## Geschichte
Das Daihon’ei (Kaiserliche Hauptquartier des Heeres und der Marine) stellte am 16. März 1944 auf Hokkaidō aus der bisherigen Nordarmee die 5. Regionalarmee unter dem Kommando von General Higuchi Kiichirō auf. Diese war für den Schutz Hokkaidōs, der Kurilen und Südsachalins verantwortlich. Dazu stand ihr die 27. Armee, fünf Infanterie-Divisionen, zwei Selbstständige gemischte Brigaden sowie weitere kleinere Einheiten zur Verfügung (zusammen ca. 200.000 Mann), die unter anderem in der Festung Soya, Festung Tsugaru und Festung Muroran dienten. Nachdem die Japaner die Aleuten 1943 aufgegeben hatten, war Paramushiru im Norden der Kurilen die vorderste Front. 1944 waren auf Paramushiru und Schumschu etwa 48.000 Mann zur Verteidigung postiert. Infolge der alliierten Offensive im Südpazifik wurden jedoch mehr und mehr Truppen abgezogen und im August 1945 hatte sich die Gesamtstärke der 5. Regionalarmee auf rund 125.000 Mann reduziert. Davon waren etwa 25.000 Mann, hauptsächlich Soldaten der 91. Division, im Norden der Kurilen stationiert. Die 89. Division befand sich auf Etorofu, Kunashiri und den südlichen Kurilen. Die beiden weiteren Großverbände der 5. Regionalarmee, die 42. Division (Wakkanai) und die 7. Division (Kushiro), befanden sich auf Hokkaidō und hatten, inklusive weiterer kleinerer Einheiten, eine Stärke von ungefähr 40.000 Mann. Die 88. Division befand sich mit 19.000 Mann sowie 10.000 Reservisten auf Südsachalin.

### Sowjetische Invasion der Mandschurei

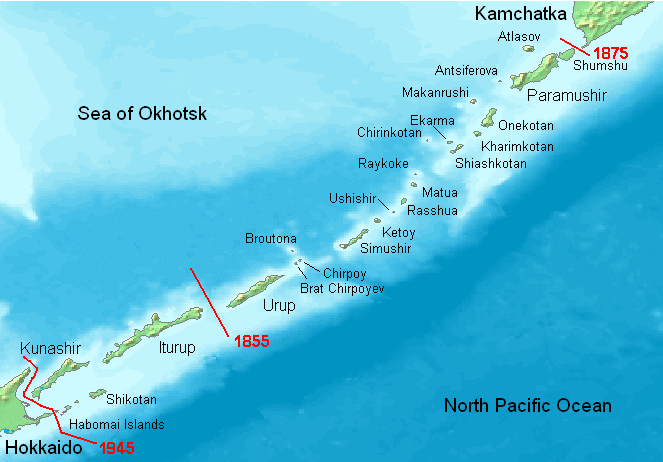
Kurilen-Inseln mit russischen Namen (in englischer Transliteration)

Im Neutralitätspakt zwischen Japan und der Sowjetunion vom 13. April 1941 waren beide Vertragspartner die Verpflichtung eingegangen, die beiderseitige territoriale Integrität und Unverletzlichkeit zu respektieren. Am 5. April 1945 kündigte die Sowjetunion an, den Vertrag nicht mehr zu verlängern, so dass er am 25. April 1946 ungültig werden würde. Am 8. August 1945 erklärte die Sowjetunion Japan den Krieg, und die Rote Armee begann die Sowjetische Invasion der Mandschurei zunächst in Mandschukuo. Sowjetische Marineinfanterie überwand am 18. August 1945 ab 4:30 Uhr die schmale Wasserstraße von Kamtschatka zur Insel Shimushu, auf der die 91. Division stand. Die sowjetischen Marineinfanteristen benutzten für die Landung 16 amerikanische LCI (L) – Landing Craft, Infantry (Large), die je etwa 180 Mann 10 Knoten schnell zum Landungsziel bringen. Trotzdem forderte die Einnahme Shimushus bis zum 21. August das Leben von 1567 sowjetischen und 1018 japanischen Soldaten, nur wenige Tage vor dem Ende des Zweiten Weltkrieges.
Das Tokioter Armeehauptquartier erlaubte dem kommandierenden General der 5. Regionalarmee, Verhandlungen über die Kapitulation aufzunehmen, was für die Garnisonen auf Shumushu, Paramushiru und Onekotan am Abend des 19. August erfolgte.
Im September 1945 wurde die 5. Regionalarmee aufgelöst.

## Oberbefehlshaber

### Kommandeur
|    | Name                             | Von           | Bis             |
| -- | -------------------------------- | ------------- | --------------- |
| 1. | Generalleutnant Higuchi Kiichirō | 16. März 1942 | 21. August 1945 |

### Stabschefs
|    | Name                          | Von               | Bis               |
| -- | ----------------------------- | ----------------- | ----------------- |
| 1. | Generalmajor Kimura Matsujirō | 16. März 1942     | 26. Dezember 1944 |
| 2. | Generalmajor Hagi Saburō      | 26. Dezember 1944 | 21. August 1945   |

## Untergeordnete Einheiten
Die 5. Regionalarmee setzte sich am 16. März  1944 wie folgt zusammen:
- 27. Armee (ca. 80.000 Mann)
  - 42. Division
  - 91. Division (*)
  - weitere kleine Einheiten
- 7. Division
- 88. Division
- 89. Division
- 101. Selbstständige Gemischte Brigade
- 129. Selbstständige Gemischte Brigade

(*) Am 12. April 1945 aufgestellt